# Curcuma alismatifolia
Curcuma alismatifolia är en enhjärtbladig växtart som beskrevs av François Gagnepain. Curcuma alismatifolia ingår i släktet Curcuma och familjen Zingiberaceae. Inga underarter finns listade i Catalogue of Life.

## Bildgalleri

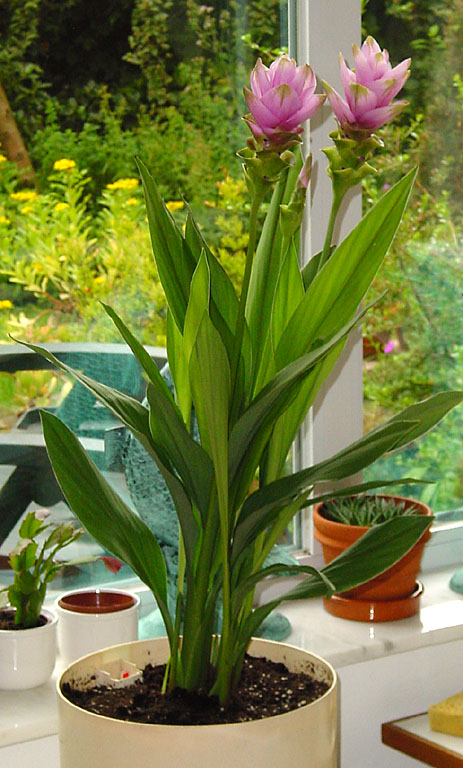
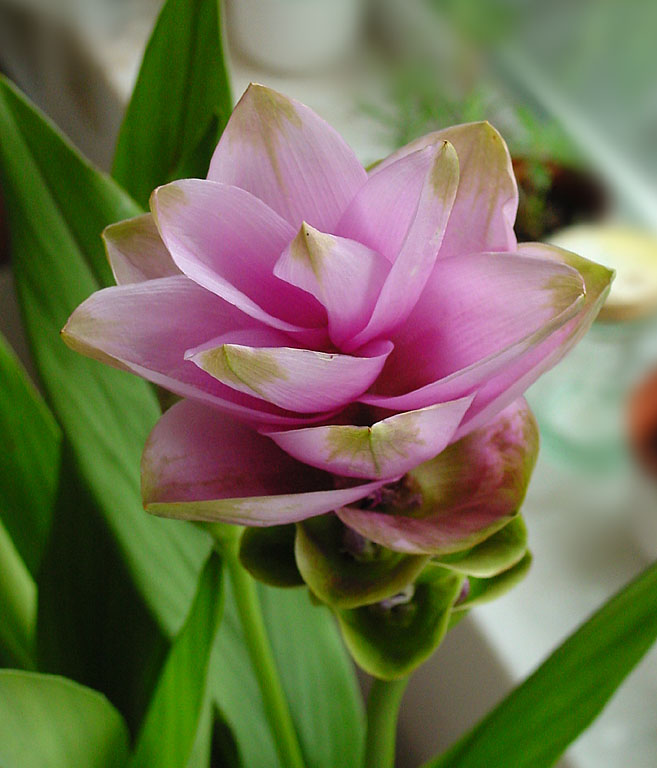
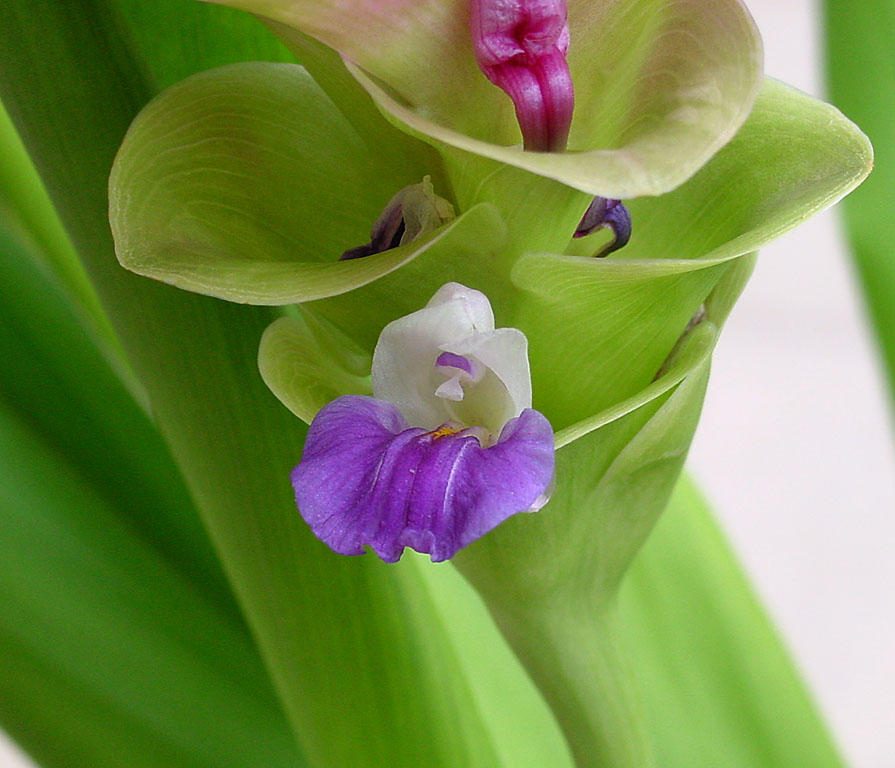
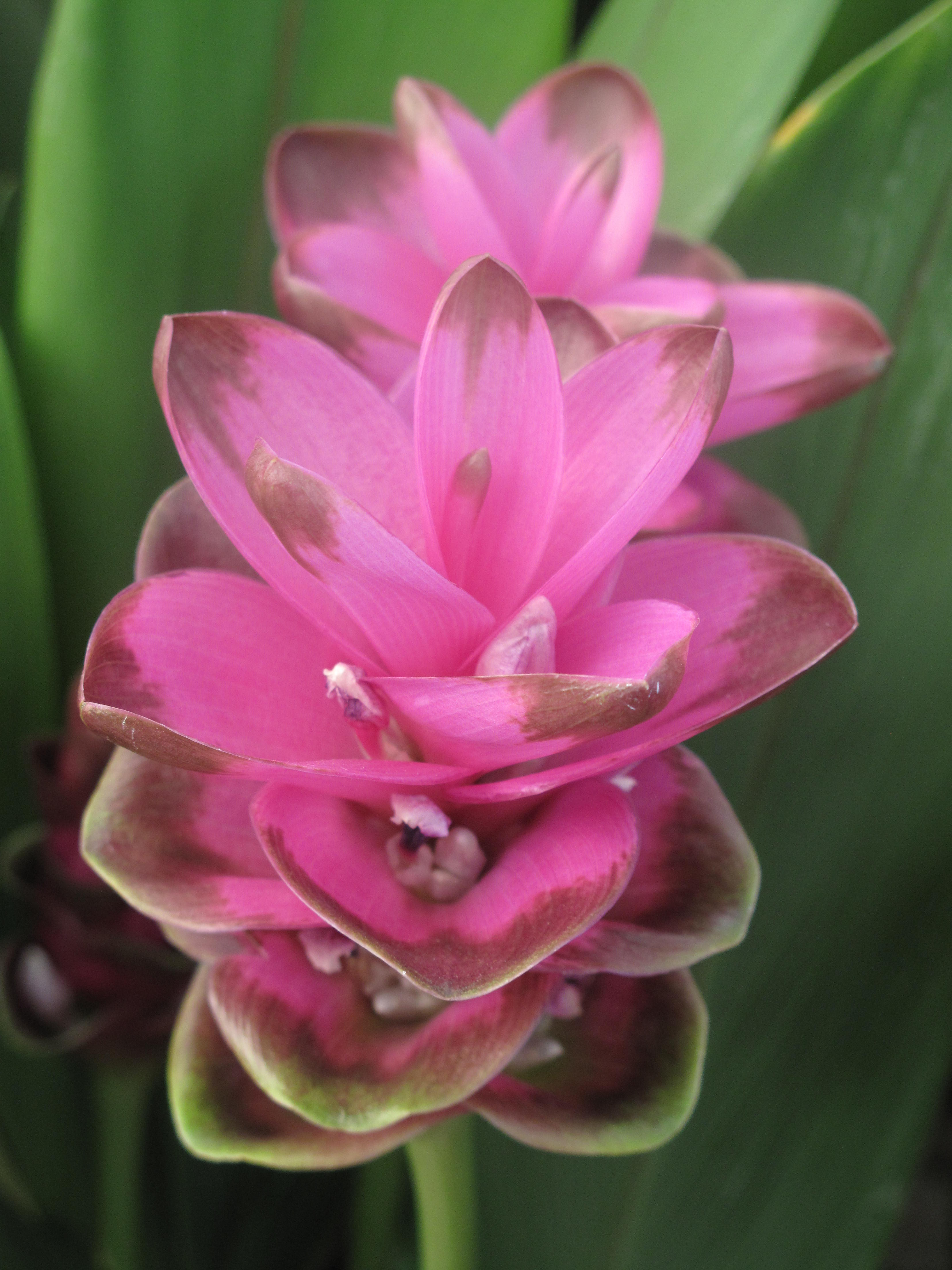
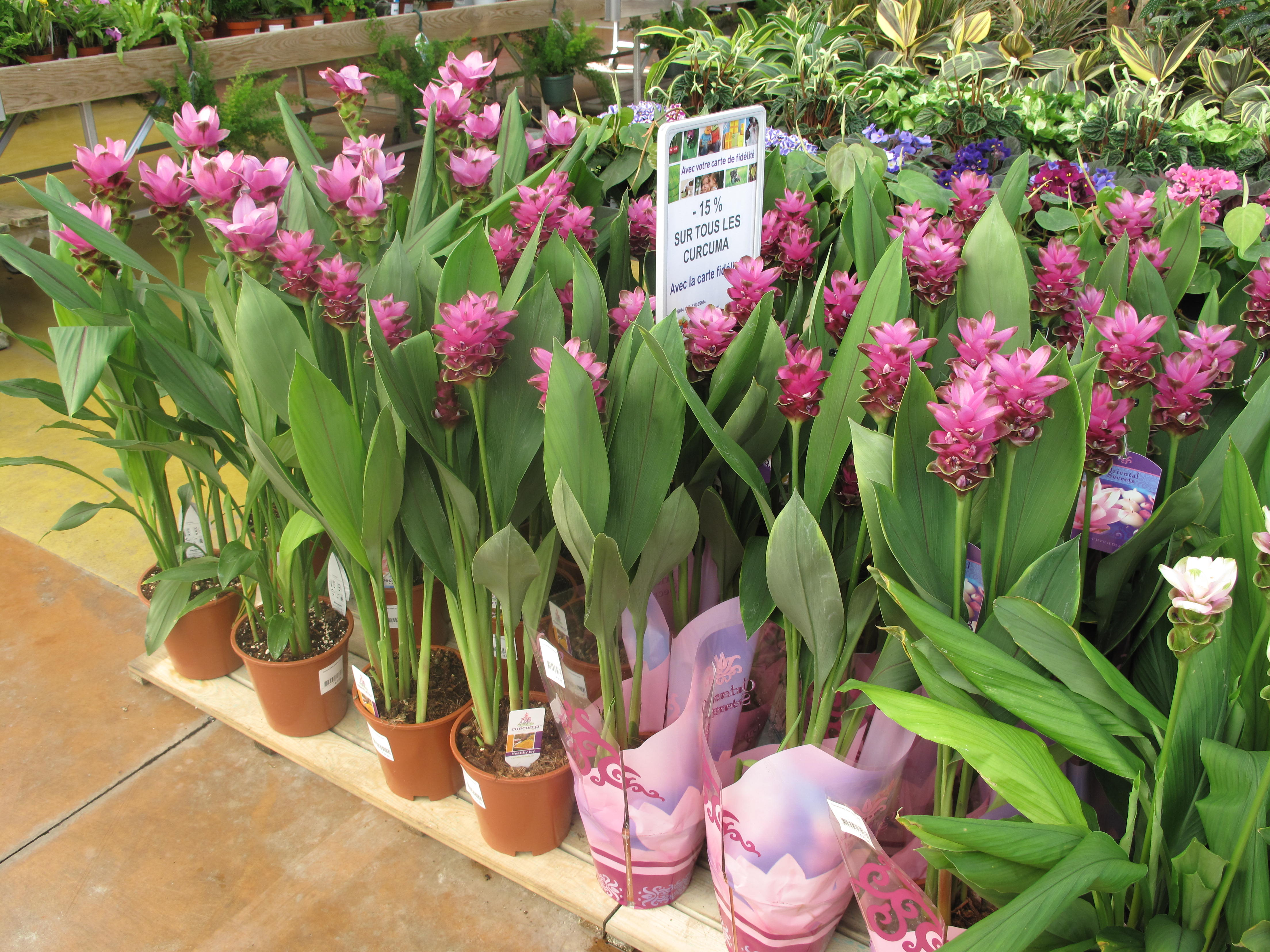
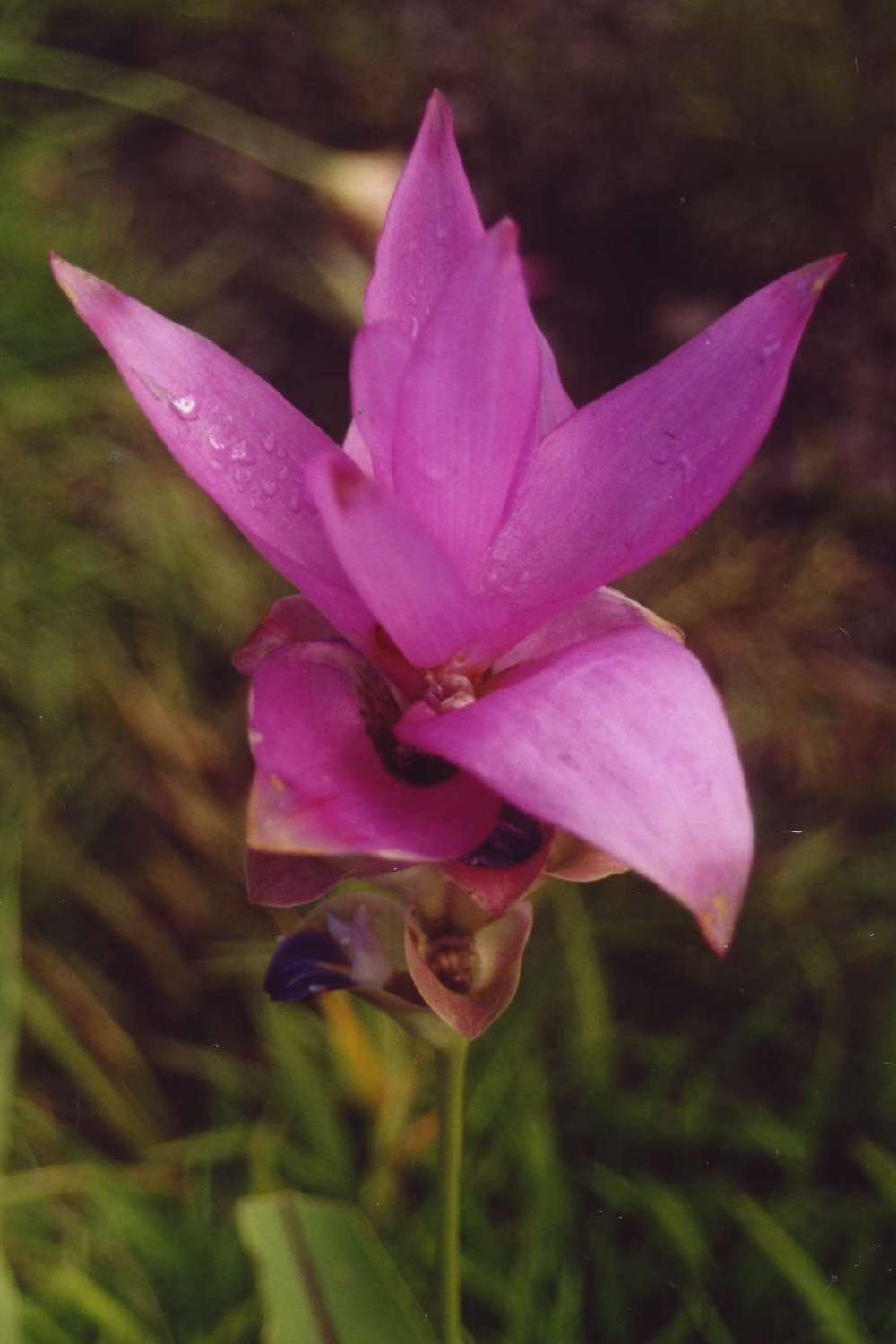